# Electrón desapareado

Tabla periódica de los elementos que tienen electrones no apareados.

Un electrón desparejado o electrón desapareado es aquel que no tiene su espín compensado por otro electrón de espín opuesto en el mismo átomo (o, en un modelo de orbitales moleculares, en la misma molécula). Visto de otro modo, son aquellos que se encuentran solos en un orbital, que se dice que está semiocupado. 
Esto, que como se ve en la figura es muy común en átomos aislados, es relativamente infrecuente cuando estos átomos se encuentran formando sustancias. En sistemas orgánicos, los electrones desparejados dan lugar a radicales, que normalmente son muy reactivos, mientras que en metales de transición, por ejemplo, es fácil encontrar sistemas con electrones desparejados y que sean estables, tanto en estado elemental como en óxidos o complejos. En cualquier caso, los electrones sin emparejar le dan propiedades magnéticas al sistema en el que estén, y generalmente alteran sus propiedades ópticas.
Un caso ejemplar es el del oxígeno triplete (el cual es el estado fundamental del oxígeno molecular O2), cuya molécula contiene dos electrones desapareados, dando como consecuencia el paramagnetismo de este (es decir, puede ser atraído hacia los polos de un imán).